# The Star-Spangled Banner
The Star-Spangled Banner (de met sterren bezaaide banier) is het Amerikaanse volkslied. Het verwijst naar de vlag van de Verenigde Staten.

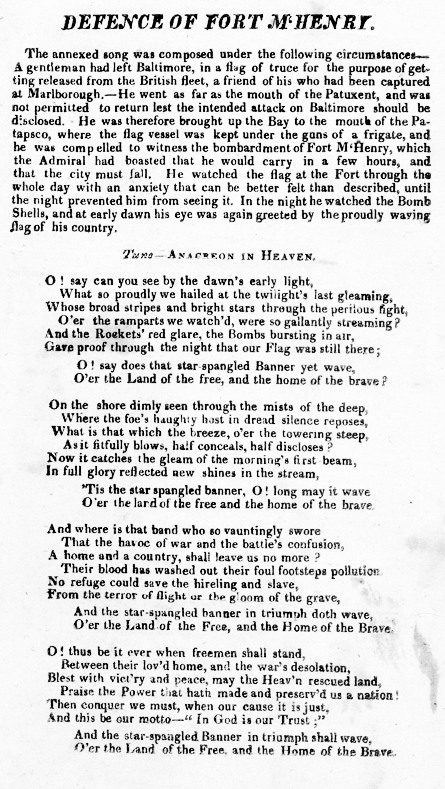
Een oud exemplaar van the Star-Spangled Banner

De tekst is geschreven in 1814 door de 35-jarige dichter en advocaat Francis Scott Key nadat hij getuige was van het bombardement van Fort McHenry in Baltimore tijdens de Oorlog van 1812. Key was aan boord van een Brits oorlogsschip om een vriend te bevrijden die was beschuldigd van het beschermen van Britse deserteurs. De Britse commandanten kwamen overeen beide mannen vrij te laten, maar om veiligheidsredenen werden ze nog een nacht vastgehouden terwijl de Britse vloot het fort bestormde.
De volgende dag schreef Key een gedicht met de titel The Defense of Fort McHenry. De muziek waarop het werd gezet was van een populair lied uit die tijd (to Anacreon in Heaven), geschreven rond 1800 door John Stafford Smith.
Het werd aangenomen als het volkslied van de Verenigde Staten op 3 maart 1931. In de meeste gevallen wordt alleen het eerste couplet gezongen. Het lied is moeilijk om te zingen, de ademcontrole tijdens het zingen is lastig omdat de tekst geen natuurlijke adempauze biedt. Gore Vidal noemt het een "muzikale achtbaan" en verklaart de Amerikaanse gewoonte om de hand tijdens het zingen op de borst te houden uit ademnood.
Andere liederen die de status van "onofficieel" volkslied hebben zijn America the Beautiful, My Country, 'Tis of Thee en God Bless America.

## Officiële Engelse tekst
1. O! say can you see

by the dawn’s early light,

What so proudly we hailed

at the twilight’s last gleaming,

Whose broad stripes and bright stars

through the perilous fight,

O’er the ramparts we watched,

were so gallantly streaming?

And the rockets’ red glare,

the bombs bursting in air,

Gave proof through the night

that our flag was still there;

O! say does that star-spangled

banner yet wave,

O’er the land of the free

and the home of the brave?

2. On the shore dimly seen

through the mists of the deep,

Where the foe’s haughty host

in dread silence reposes,

What is that which the breeze,

o’er the towering steep,

As it fitfully blows,

half conceals, half discloses?

Now it catches the gleam

of the morning’s first beam,

In full glory reflected

now shines in the stream:

’Tis the star-spangled banner,

O! long may it wave

O’er the land of the free

and the home of the brave.

3. And where is that band

who so vauntingly swore

That the havoc of war

and the battle’s confusion,

A home and a country,

should leave us no more?

Their blood has washed out

their foul footsteps’ pollution.

No refuge could save

the hireling and slave

From the terror of flight,

or the gloom of the grave:

And the star-spangled banner

in triumph doth wave,

O’er the land of the free

and the home of the brave.

4. O! thus be it ever,

when freemen shall stand

Between their loved home

and the war’s desolation.

Blest with vict’ry and peace,

may the Heav’n rescued land

Praise the Power that hath made

and preserved us a nation!

Then conquer we must,

when our cause it is just,

And this be our motto:

„In God is our trust;“

And the star-spangled banner

in triumph shall wave

O’er the land of the free

and the home of the brave

## Nederlandse vertaling
1. O! zeg, kun je zien

bij het vroege licht van de dageraad,

Wat we trots hebben geprezen

bij de laatste glans van de schemering,

Wiens brede strepen en heldere sterren

door het gevaarlijke gevecht,

Over de wallen hebben we aanschouwd,

waren zo galant aan het wapperen?

En de rode gloed van de raketten,

de bommen barsten in lucht,

Gaven bewijs door de nacht

dat onze vlag er nog steeds was;

O! Zeg! wappert die met sterren bezaaide 

banier nog altijd

Over het land der vrijen 

en het thuis der dapperen?

2. Op de kust flauwgevallen

door de nevelen van de diepte,

Waar is het hooghartige leger van de vijand

in vreeslijke stilte rust,

Wat is dat wat de wind,

over de torenhoge steile,

Als het op gepaste wijze blaast,

half verbergt, onthult de helft?

Nu vangt het de glans

van de eerste straal van de ochtend,

In volle glorie gereflecteerd

nu schijnt in de stroom:

'Het is de met sterren bezaaide banier! 

Moge ze lang wapperen!

Over het land der vrijen

En het thuis der dapperen!

3. En waar is die band

die zo beleefd heeft gezworen

Dat de verwoesting van oorlog

en de verwarring van de strijd,

Een thuis en een land,

zou ons niet meer moeten verlaten?

Hun bloed is weggevaagd

de vervuiling van hun vervuilde voetstappen.

Geen toevlucht kan redden

de huurling en slaaf

Van de schrik van de vlucht,

of de somberheid van het graf:

En de met sterren bezaaide

banier zal triomfantelijk wapperen.

Over het land der vrijen 

en het thuis der dapperen!

4. O! zo is het ooit,

wanneer vrijen zullen blijven staan

Tussen hun geliefde huis

en de verlatenheid van de oorlog.

Gezegend met overwinning en vrede,

moge het door de hemel geredde land

de macht loven die heeft gemaakt

en ons een natie behield!

Dan moet we overwinnen,

wanneer onze zaak rechtvaardig is,

En dit is ons motto:

"In God is ons vertrouwen;"

En de met sterren bezaaide banier 

zal triomfantelijk wapperen

Over het land der vrijen 

en het thuis der dapperen!